# Okabena

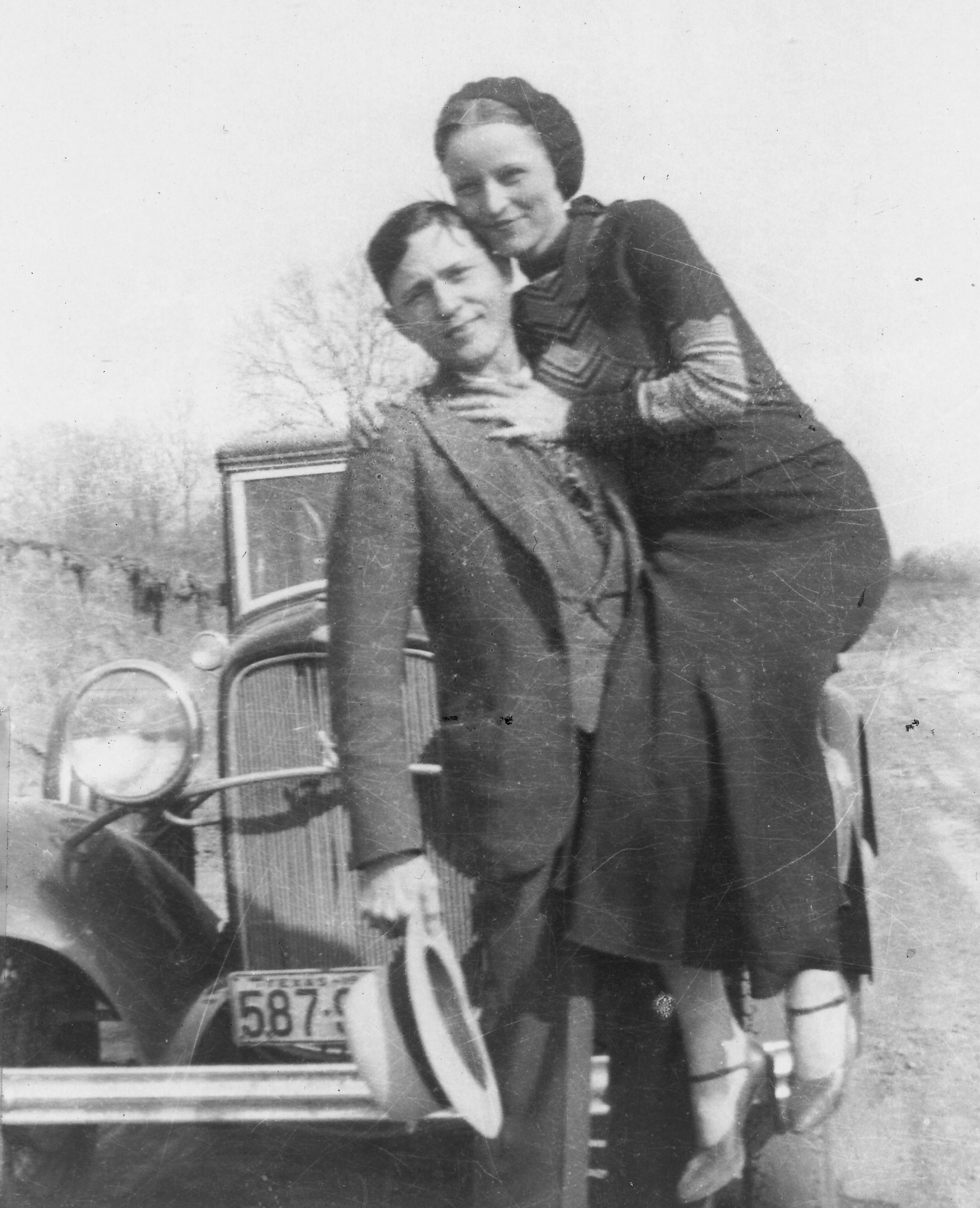
Bonnie and Clyde sur une photo trouvée par la police en avril 1933

La ville d’Okabena est située dans le comté de Jackson, dans l’État du Minnesota, aux États-Unis. Sa population s’élevait à 188 habitants lors du recensement de 2010, estimée à 182 habitants en 2016.

## Source
- (en) Cet article est partiellement ou en totalité issu de l’article de Wikipédia en anglais intitulé « Okabena, Minnesota » (voir la liste des auteurs).

1. ↑  « Census of Population and Housing », Census.gov (consulté le 4 juin 2015)